# 齿叶赛金莲木
齿叶赛金莲木（学名：Gomphia serrata）为金莲木科赛金莲木属下的一个种。